# Килюшек, Иван Сергеевич
Иван Сергеевич Килюшек (19 декабря 1923 — 22 апреля 2011) — рядовой Рабоче-крестьянской Красной Армии, участник Великой Отечественной войны, Герой Советского Союза (1944), лишён звания в связи с осуждением.

## Биография
Иван Килюшек родился 19 декабря 1923 года в селе Остров (ныне — Ровненская область Украины). С начала Великой Отечественной войны и до освобождения Ровненской области в 1944 году он оказался на временно оккупированной территории. После освобождения в марте 1944 года Килюшек был призван в Рабоче-крестьянскую Красную Армию. Уже через три месяца отличился во время форсирования реки Западная Двина.
24 июня 1944 года взвод Килюшека форсировал реку в районе деревни Гринёво Шумилинского района Белорусской ССР. Командир взвода лейтенант Симон, парторг Каменев и Килюшек атаковали немецкий отряд на другом берегу. В бою Килюшек убил немецкого офицера, что привнесло замешательство в отряде противника и способствовало закреплению на плацдарме. Бойцы сумели отразить несколько контратак немецких сил, в результате чего потери врага составили около 150 солдат и офицеров. Удержав плацдарм, взвод обеспечил переправу через реку для других подразделений. После боёв весь личный состав взвода был представлен к правительственным наградам, а Симон, Каменев и Килюшек были удостоены высокого звания Героев Советского Союза. 22 июля 1944 года Килюшеку было присвоено это звание Указом Президиума Верховного Совета СССР за «мужество и отвагу, проявленные во время захвата и удержания плацдарма на берегу реки Западная Двина» и были вручёны орден Ленина и медаль «Золотая Звезда» за номером 4142.
23 июля 1944 года Килюшек получил месячный отпуск на родину. 10 августа в его дом ворвались бойцы Украинской повстанческой армии и похитили его. Доподлинно неизвестно, дал ли Килюшек согласие на вооружённую борьбу против Советской власти или только удерживался бойцами. 14 марта 1945 года Килюшек был арестован на чердаке своего дома с оружием в руках. Был обвинён в контрреволюционной деятельности, участии в расстреле семьи партизана, занятии вербовкой молодёжи.
На следствии Килюшек признал вину в инкриминируемых преступлениях, однако оправдывался тем, что силой был уведён в формирования УПА и остался там лишь под угрозами расправы с его семьёй. 29 сентября 1945 года военный трибунал 13-й армии приговорил Килюшека к 10 годам лишения свободы с поражением в правах сроком на 5 лет и конфискацией имущества. В 1958 году был освобождён, после чего проживал в Иркутской области и до выхода на пенсию работал на местных лесозаготовках.
Неоднократные опротестовывания приговора Килюшеком не привели к каким-либо результатам. 6 сентября 1972 года Указом Президиума Верховного Совета СССР Килюшек был лишён звания Героя Советского Союза. Ранее соответствующее ходатайство возбуждёно не было.
Награждён Орденом Отечественной войны 2-й степени 11.03.1985.
В 2009 году во время вскрытия бункера в Волынской области, в котором во время войны располагалось формирование УПА, медаль «Золотая Звезда» Килюшека была обнаружена.